# Hadművelet

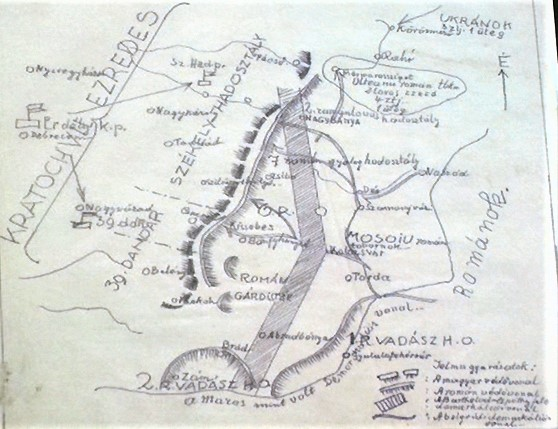
A Székely Hadosztály műveleti terve

A hadművelet a haditevékenységnek a hadászat és a harcászat (stratégia és taktika) közötti szintje. A csapatok cél, feladat, hely és idő szerint összehangolt ütközetének, harcainak, csapásainak összessége, melyet egyidejűleg vagy egymás után egységes alapelgondolás és terv alapján hadműveleti, hadműveleti-harcászati feladatok megoldása érdekében meghatározott területen, adott idő alatt hajtanak végre. A hadművelet tartalmát a hadműveleti cél, a haditevékenység térbeli kiterjedése és időtartama, a részt vevő erők és eszközök mennyisége, a hadi tevékenység fajtája, rendje és vezetése, kitűzött, illetve elért eredmények határozzák meg. A hadtudománynak, illetve ezen belül a hadművészetnek azt az ágát, ami a hadműveletekkel foglalkozik, hadműveleti művészetnek nevezik.

## Hadműveletek listája
A hadműveleti nevek országonként önállóak, de összességében az emberi hadtörténetben nem egyediek. Jó példa erre a Musketeer és a Goodwood hadműveleti nevek, amelyet legalább két nemzet használt (USA, brit), illetve a Jupiter (brit, amerikai, szovjet) és a Hammer (amerikai, brit, török).

### A második világháború hadműveletei

#### Amerikai–brit hadműveletek
A szövetségesek közös hadműveletei.
| Név                                   | Kezdés időpontja          | Befejezés időpontja | Leírás (hadműveleti cél) |
| ------------------------------------- | ------------------------- | ------------------- | --- |
| Abstention hadművelet                 | 1941. február 25.         | február 28.         | Az olasz fennhatóságú Kastelorizo sziget (Égei-tenger) ellen intézett sikertelen brit–ausztrál partraszállási művelet. Ezzel megerősödött a Dodekanéz-szigetek feletti olasz biztosítás. |
| Acrobat hadművelet                    |                           |                     | |
| Accolade hadművelet                   |                           |                     | |
| Agreement („Megállapodás”) hadművelet | 1942. szeptember          |                     | A német Theseus után bevett afrikai városok elleni szövetséges diverziós műveletek (Daffodil – Tobruk, Snowdrop – Bengázi, Tulip – Jalo oázis, Hyacinth – Barce) fedőneve. Kudarcba fulladt. |
| Alsos művelet                         |                           |                     | A német nukleáris kutatások egyik szabotálási művelete. |
| Anakim hadművelet                     |                           |                     | |
| Anvil hadművelet                      |                           |                     | Partraszállási művelet Dél-Franciaországban, a tervezési szakaszban átnevezték Dragoon hadműveletre. |
| Arcadia hadművelet                    |                           |                     | |
| Archway hadművelet (SAS)              | 1945. március 25.         |                     | |
| Argonaut hadművelet                   |                           |                     | |
| Astonia hadművelet                    | 1944. szeptember 10.      | szeptember 12.      | A Siegfried-vonal ellen indított brit-kanadai hadművelet-sorozat fedőneve. |
| Atlantic hadművelet                   | 1944. július 18.          | július 20.          | Kanadai művelet a Goodwood mellett párhuzamosan. |
| Avalanche hadművelet                  |                           |                     | |
| Backfire hadművelet                   |                           |                     | Brit expedíció a V–2-k peenemündei elrablására. |
| Basalt hadművelet                     | 1942. október 13.         | október 14.         | Brit művelet a németek által megszállt Sark Csatorna-sziget visszafoglalására. |
| Battleaxe hadművelet                  | 1941. június 15.          | június 17.          | Archibald Wavell sikertelen offenzívája a líbiai Kirenaikában. |
| Bayton hadművelet                     |                           |                     | |
| Berlin hadművelet                     | 1944. szeptember 25.      |                     | A Market Garden sikertelensége során Arnheimben rekedt szövetséges katonák kimentésére indították. |
| Bertram hadművelet                    | 1942. nyár–ősz            |                     | A Második el-alameini csatát előkészítő megtévesztő műveletsorozat. |
| Big hadművelet                        |                           |                     | Átnevezték Alsos-ra. |
| Blackstone hadművelet                 |                           |                     | A Fáklya hadművelet egyik amerikai rész-művelete a marokkói Szafi felszabadítására. |
| Bluecoat hadművelet                   | 1944. július 30.          | augusztus 7.        | Brit művelet a normandiai partraszállás után. Célja a Vire-i elágazás és a Pinçon-hegy biztosítása, az amerikai kitörés segítése. |
| Bolero hadművelet                     |                           |                     | Az amerikai egységek átszállítása Európába a normandiai partraszálláshoz. |
| Brawn hadművelet                      | 1944. május               |                     | A Tirpitz német csatahajó elleni RAF-támadás, törölték. |
| Brevity hadművelet                    | 1941. május 15.           | május 16.           | A líbiai Sollum térségében indított szövetséges művelet. A Compass-t követte. |
| Brimstone hadművelet                  |                           |                     | |
| Buccaneer hadművelet                  |                           |                     | |
| Bullfrog hadművelet                   |                           |                     | |
| Buttress hadművelet                   |                           |                     | |
| Capital hadművelet                    |                           |                     | |
| Cartwheel hadművelet                  | 1943                      | 1944                | Új-Guinea, Új-Britannia és a Salamon-szigetek felszabadításának hadműveleti fedőneve. Több részműveletből állt: Chronicle, Toenails, Postern, Goodtime, Blissful, Cherryblossom, Dexterity. |
| Catapult hadművelet                   |                           |                     | |
| Catchpole hadművelet                  |                           |                     | |
| Catechism hadművelet                  | 1944. november 12.        | ugyanazon nap       | A Tirpitz elsüllyesztésének RAF-művelete |
| Champion hadművelet                   |                           |                     | |
| Charnwood hadművelet                  | 1944. június 7.           | június 9.           | Brit-kanadai művelet Caen térségében. |
| Chastise hadművelet                   |                           |                     | Német duzzasztómű-gátak rombolása a RAF részéről. |
| Clarion hadművelet                    |                           |                     | |
| Claymore hadművelet                   |                           |                     | |
| Cobra hadművelet                      |                           |                     | |
| Compass hadművelet                    | 1940. december 8.         | 1941. február 9.    | A szövetségesek első nagyobb művelete (olaszok ellen) Észak-Afrikában a Nyugati-Sivatag térségében. |
| Cooney hadművelet                     | 1944. június 7.           |                     | A 4. francia ejtőernyős zászlóalj egyes alakulatainak bevetése St. Malo és Vannes térségében. A hónap második felében a Dingson több csapatteste csatlakozott hozzájuk. |
| Copperhead hadművelet                 | 1944. május 26.           | május 27. (28.?)    | Bernard Montgomery tábornagy hasonmásával elterelő hadművelet kezdete az Overlord előtt pár nappal (25-én indul Angliából és 26-án reggelre érkezik Gibraltárra, majd onnan 27-én Algírba érkezik). Az elterelő hadművelet céljai: 1. Monty elutazik és nem június 5-én kerül sor az invázióra; 2. A Neptune kezdetekor a németek hadgyakorlatnak minősítsék azt; 3. Az invázió nem a Csatornán, hanem Dél-Franciaországban kezdődik (ld. a Dragoon-t). Az Abwehr végül nem dőlt be a csalinak. |
| Corkscrew hadművelet                  |                           |                     | |
| Cornflakes hadművelet                 | 1944                      | 1945                | Az amerikai OSS pszichológiai műveleteinek fedőneve a német postaszolgálat bénítására. |
| Coronet hadművelet                    |                           |                     | A Downfall 2. fázisa. Nem valósult meg. |
| Cottage hadművelet                    |                           |                     | 1943. augusztus 15-ei partraszállás az aleut-szigeteki Kiska-n. |
| Cromwell hadművelet                   |                           |                     | |
| Crossbow hadművelet                   |                           |                     | |
| Crossword hadművelet                  | 1945                      |                     | Ismert Sunrise-ként is. Egy titkos tárgyalás-sorozat angolszász fedőneve, mely során Svájcban tárgyalásokat folytattak német és szövetséges vezetők egy Észak-olaszországi fegyverletételről. |
| Crusader hadművelet                   | 1941. november 18.        | december 30.        | A Battleaxe utáni sikeres művelet Tobruk felmentéséért. |
| Culverin hadművelet                   |                           |                     | |
| Daffodil hadművelet                   | 1942. szeptember          |                     | Az Agreement rész-művelete, Tobruk elleni diverziós művelet. |
| Dauntless hadművelet                  |                           |                     | A Martlet másik neve. |
| Delphin hadművelet                    | 1943. november 15.        | 1943. december 1.   | Partizánellenes horvát művelet, célja a Dalmáciai szigetek partizán csoportjainak megsemmisítése. Német Brandenburg-csoportok is részt vettek a műveletben. |
| Demon hadművelet                      |                           |                     | |
| Dexterity hadművelet                  | 1943. december 15.        | 1944. február 10.   | A Cartwheel részművelete az Új-Britanniai hadjáratban. |
| Diadem hadművelet                     |                           |                     | |
| Dingson hadművelet                    | 1944. június 5. éjszaka   | június vége         | A francia 2. ejtőernyős ezred (2e Regiment de Chasseurs Parachutistes, 2e RCP), ismertebb nevén a 4. SAS-ezred egy 160 fős alakulata, Pierre-Louis Bourgoin ezredes vezetésével leugrottak a német megszállás alatt levő Franciaországba, Vannes közelében. A kijelölt bázist elfoglalták egy 3000 fős maquis-csapattal. Június 18-ára az egyik német ejtőernyős ezred folyamatos támadásai szétszórták az alakulatot. Csatlakoztak a Cooney, a Lost és a Samwest hadművelet alakulataihoz.     |
| Diver hadművelet                      |                           |                     | |
| Doomsday hadművelet                   | 1945. május               | november            | Műveleti terv Norvégia visszafoglalására. Az akciót a brit 1. légiszállítású hadosztály hajtotta végre, ellenőrizve a német fegyverletételt az országban. |
| Downfall hadművelet                   |                           |                     | A Japán-szigetek megszállásának amerikai terve. Két fázisa az Olympic és a Coronet. |
| Dracula hadművelet                    |                           |                     | |
| Dragoon hadművelet                    | 1944. augusztus 15.       |                     | Dél-franciaországi szövetséges partraszállás Toulon és Cannes térségében. |
| Dynamo hadművelet                     | 1940. május 27.           | június 4.           | A franciaországi Dunkerque-ben összevont brit expedíciós erők, francia és egyéb csapatok átmentése Dél-Angliába. |
| Epsom hadművelet                      |                           |                     | Ismert Epson-ként is. |
| Eureka hadművelet                     |                           |                     | |
| Excess hadművelet                     | 1941. január              |                     | Szövetségesek biztosítási műveletei a máltai, alexandriai és görög hajókonvojok érdekében. |
| Exporter hadművelet                   |                           |                     | |
| Firebrand hadművelet                  |                           |                     | |
| Flax hadművelet                       | 1943. április 5.          | április 27.         | A Tunézia–Szicília között létrehozott német–olasz légihíd rombolása, akadályozása és felszámolása amerikai–brit repülőcsapatokkal. |
| Flintlock hadművelet                  |                           |                     | |
| Flipper hadművelet                    | 1941. november 10.        | ugyanaz nap         | Rommel sivatagi főhadiszállása ellen intézett diverziós rajtaütés. Rommel Rómában tartózkodott. |
| Forager hadművelet                    |                           |                     | |
| Fork („Vasvilla”) hadművelet          | 1940. május 10.           | május második fele  | Izland brit megszállása, elejét véve a német partraszállásnak és biztosítani a szigetet és a környék vízi útjait a német tengeralattjáróktól. Május 17-én egy 4000 fős csapat is partra szállt. 1941 júliusában egy 40 000 amerikai katona érkezett, akik a háború végéig maradtak. A „megszálló erők” létszáma az összlakosság felével értek fel (ekkor kb. 120 000 fős volt Izland lakossága).                                                                                                |
| Fortitude hadművelet                  |                           |                     | |
| Foxley hadművelet                     | 1944. július 13. vagy 14. |                     | A brit SOE terve Adolf Hitler meggyilkolására. |
| Frantic (Joe) hadművelet              |                           |                     | |
| Fustian hadművelet                    | 1943. július 13.          | 1943. július 14.    | Marston néven is ismert, a Husky egyik rész-művelete. Célja az Etna melletti Simeto folyó Primosole-hídjának bevétele és megtartása brit részről. |
| Gardening hadművelet                  |                           |                     | A RAF művelete a Duna elaknásítására. |
| Goodwood hadművelet                   |                           |                     | |
| Goodwood I–IV. hadműveletek           | 1944. augusztus           |                     | A Tirpitz elleni RAF-támadások: I–II. – augusztus 22., III. – augusztus 24., IV. – augusztus 29. |
| Galvanicv hadművelet                  |                           |                     | |
| Grenade hadművelet                    |                           |                     | |
| Gymnast hadművelet                    |                           |                     | |
| Habforce hadművelet                   |                           |                     | |
| Halberd hadművelet                    | 1941. szeptember          |                     | Brit konvojbiztosító művelet Gibraltár és Málta között. |
| Harborage hadművelet                  |                           |                     | Német nukleáris telepek elleni brit szabotázs-akció. |
| Harpoon hadművelet                    | 1942. június 12.          | június 15.          | Brit és lengyel tengeri konvojbiztosító művelet a Földközi-tengeren. A Vigorous párja. Célja a tengely-flottaerők megosztása. |
| Hercules hadművelet                   |                           |                     | |
| Hyacinth hadművelet                   | 1942. szeptember          |                     | Az Agreement rész-művelete, Barce elleni diverziós művelet. |
| Husky hadművelet                      | 1943. július 9.           | augusztus 17.       | Szicília szövetséges inváziója. |
| Indigo hadművelet                     |                           |                     | |
| Infatuate hadművelet                  |                           |                     | |
| Ironclad hadművelet                   | 1942. május 5.            | november 6.         | Madagaszkár megszállása a francia Vichy- és japán csapatokkal szemben. |
| Jaywick hadművelet                    | 1943. szeptember 26.      | ugyanaz nap         | A Z Force kommandói behatolnak Szingapúr kikötőjébe és elsüllyesztenek hét japán hajót. |
| Jubilee hadművelet                    | 1942. augusztus 19.       |                     | A Dieppe-i partraszállás. |
| Jupiter hadművelet                    | 1944                      |                     | |
| Lightfoot hadművelet                  | 1942. október 23.         |                     | Montgomery átfogó támadása a második el-alameini csata idején. |
| Longcloth hadművelet                  | 1943. február 8.          |                     | 3000 fős Csindit-erő művelete Burma térségében. |
| Lost hadművelet                       | 1944. június 23.          | július 18.          | A Dingson kudarcát felderítő hadművelete egy SAS-dandárnak. |
| Lustre hadművelet                     |                           |                     | |
| Magnet hadművelet                     |                           |                     | |
| Majestic hadművelet                   |                           |                     | Az USA alternatív terve volt Japán déli szigetének, Kjusú-nak az elfoglalására. Visszautasították az Olympic javára, de több elemét beledolgozták a Pastel-be. |
| Manhattan hadművelet                  |                           |                     | |
| Market Garden hadművelet              |                           |                     | |
| Martlet hadművelet                    | 1944. június 25.          | július 1.           | Egy brit diverziós művelet az Epsom segítésére. |
| Mascot hadművelet                     | 1944. július              |                     | A Tirpitz elleni RAF-támadás. |
| Matador hadművelet                    |                           |                     | |
| Matterhorn hadművelet                 |                           |                     | |
| Menace hadművelet                     |                           |                     | |
| Mincemeat hadművelet                  |                           |                     | |
| Musketeer hadművelet                  |                           |                     | Douglas MacArthur négy fejezetes terve a Fülöp-szigetek felmentésére (ismert Montclair néven is). A négy fejezet neve King, Love, Mike és Victor. |
| Musketeer II hadművelet               |                           |                     | terv fázisban visszavonták |
| Musketeer III hadművelet              |                           |                     | a végső partraszállási műveleti terv neve |
| Musketeer hadművelet                  |                           |                     | Egy amerikai nukleáris teszt neve is volt 1985-1987 között a Nevada sivatagban. |
| Musketoon hadművelet                  | 1942. szeptember          |                     | Brit-norvég SOE-művelet a norvég Gjomford vízerőmű ellen. |
| Neptune hadművelet                    |                           |                     | |
| Naoh's Ark hadművelet                 |                           |                     | |
| Oboe Six hadművelet                   | 1945. június 10.          | augusztus 15.       | Ausztrál művelet a japán erők kiűzésére Labuan és Brunei szigetekről. |
| Obviate hadművelet                    | 1944. október 29.         | ugyanazon nap       | A Tirpitz megtámadásának RAF-művelete. A Catechism-mel süllyesztették el. |
| Octagon hadművelet                    |                           |                     | |
| Olympic hadművelet                    | 1945. október             |                     | A Downfall 1. fázisa. Nem valósult meg. |
| Orange hadművelet                     |                           |                     | |
| Overlord hadművelet                   |                           |                     | A normandiai partraszállás tervének fedőneve |
| Outward hadművelet                    |                           |                     | Anglia gázballon-védelmi programja. |
| Paperclip hadművelet                  | 1946. szeptember 3.       | 1990.               | Németország tudósainak kimenekítése az országból a II. világháború befejeztése után, amerikai katonai és OSS művelet. |
| Paravane hadművelet                   | 1944. szeptember 11.      | szeptember 17.      | A Tirpitz elleni RAF-támadás. |
| Pastel hadművelet                     |                           |                     | Egy a kínai kikötők elleni tervnek álcázott amerikai invázió, amelynek célja Kjusú elfoglalása lett volna. |
| Pedestal hadművelet                   | 1942. augusztus 9.        | augusztus 15.       | Málta ellátására tett brit erőfeszítések. |
| Pegasus hadművelet                    | 1944. október 22.         | október 23.         | A Market Garden hibáit javító művelet. |
| Perch hadművelet                      | 1944. június 7.           | június 19.          | Caen bevéteének második kísérlete. |
| Persecution hadművelet                | 1944. április 22.         | szeptember 17.      | A Nyugat-Új-guineai kampány egyik művelete. |
| Pigstick hadművelet                   |                           |                     | |
| Pilgrim hadművelet                    |                           |                     | |
| Planet hadművelet                     | 1944. május               |                     | A Tirpitz elleni RAF-támadás, törölték. |
| Plunder hadművelet                    | 1945. március 24.         |                     | Észak-Rajna-Vesztfália megszállása. Részhadművelete a Varsity. |
| Pluto hadművelet                      |                           |                     | |
| Pointblack hadművelet                 |                           |                     | |
| Pomegranate hadművelet                | 1944. július 16.          |                     | Brit művelet a Goodwood segítésére. |
| Pomegranate hadművelet (SAS)          | 1944. január 12.          | 1944. január 13.    | A brit SAS négyfős járőrének éjszakai diverziós művelete a Shingle segítésére. |
| Priceless hadművelet                  |                           |                     | |
| Puma hadművelet                       |                           |                     | |
| Qadrant hadművelet                    |                           |                     | |
| Rainbow hadművelet                    |                           |                     | |
| Rankin hadművelet                     |                           |                     | |
| Ratweek hadművelet                    |                           |                     | |
| Ravenous hadművelet                   |                           |                     | |
| Reckless hadművelet                   | 1944. április 22.         | szeptember 17.      | A Nyugat-Új-guineai kampány egyik művelete. |
| Rimau hadművelet                      | 1944. október 10.         | 1944. október 16.   | A Z Force commadoinak sikertelen támadása a szingapúri kikötőben. |
| Roudhammer hadművelet                 |                           |                     | |
| Round-up hadművelet                   |                           |                     | |
| Rupert hadművelet                     |                           |                     | |
| Samwest hadművelet                    | 1944. június 6. éjjele    | június 9.           | Az Overlord támogatására indított francia művelet. A 4. francia ejtőernyős zászlóalj vett részt benne, célja a Bretagne-félszigeten levő St. Brieuc biztosítása. A csapat a Morbihan-i Saint-Marcel-csatában szétszóródott, egyes részei a Dingsonba egyesültek. |
| Saturn hadművelet                     |                           |                     | |
| Savannah hadművelet                   | 1941. március 15.         |                     | A brit SOE által kiképzett Szabad Franciák első művelete a németek által megszállt területeken. |
| Sextant hadművelet                    |                           |                     | |
| Shingle hadművelet                    | 1944. január 22.          | június 5.           | Amerikai, brit és kanadai közös művelet-sorozat az olasz Anzio és Nettuno térségében. |
| Sickle hadművelet                     |                           |                     | |
| Skorpion hadművelet                   | 1941. május 26.           | május 27.           | A Brevity utáni sikertelen hadmozdulat az egyiptomi Halfaja-hágónál. A Battleaxe követte. |
| Sledgehammer hadművelet               |                           |                     | |
| Slippery hadművelet                   |                           |                     | Brit műveleti terv a maláj-térségben. |
| Snowdrop hadművelet                   | 1942. szeptember          |                     | Az Agreement rész-művelete, Bengázi elleni diverziós művelet. |
| Source hadművelet                     | 1943. szeptember          |                     | A Tirpitz elleni RAF-támadás. |
| Span hadművelet                       |                           |                     | A Dragoon segítésére tervezett művelet. |
| Spring („Tavasz”) hadművelet          | 1944. július 25.          | július 27.          | Kanadai művelet Caen térségében. |
| Springboard hadművelet                |                           |                     | |
| Stone Age („Kőkorszak”) hadművelet    | 1942. november 20.        | ugyanaz nap         | Máltából indult ellátó konvoj Alexandriába. A Train követte. |
| Stonewall („Kőfal”) hadművelet        | 1943. december            |                     | Szövetséges flotta-műveletek Nyugat-Franciaország felségvizein. |
| Strangle hadművelet                   | 1943. március 23.         | 1944 tavasza        | A 15. USAAF és a 12. AF légi művelet-sorozata Olaszország felett Róma kapitulációjáig. |
| Substance hadművelet                  | 1941. július              |                     | Brit konvojbiztosító művelet Gibraltár és Málta között. |
| Sunrise hadművelet                    |                           |                     | A Crossword másik neve. |
| Supercharge hadművelet                | 1942. november 2.         |                     | Montgomery áttörési művelete a második el-alameini csata idején. |
| Symbol hadművelet                     |                           |                     | |
| Tabarin hadművelet                    | 1943                      | 1945                | Brit expedíciós művelet-sorozat az Antarktiszra. |
| Talon hadművelet                      |                           |                     | |
| Tarzan hadművelet                     |                           |                     | |
| Terminal hadművelet                   |                           |                     | A Fáklya hadművelet rész-művelete. |
| Thruster hadművelet                   |                           |                     | |
| Thursday hadművelet                   | 1944. február 5.          |                     | Nemzetközösségi művelet Burma térségében. |
| Tidal Wave hadművelet                 |                           |                     | |
| Tiderace hadművelet                   | 1945. augusztus 21.       | szeptember 12.      | Szingapúr felmentésének terve. |
| Tiger Claw hadművelet                 | 1944. május               |                     | A Tirpitz elleni RAF-támadás, törölték. |
| Tonga hadművelet                      | 1944. június 6.           | ugyanaz nap         | A brit 6. légiszállítású hadosztály bevetése a D-Day idején. |
| Torch hadművelet                      | 1942. november 8.         | november 10.        | Amerikai és brit partraszállás Marokkóban és Algériában. |
| Totalize hadművelet                   |                           |                     | |
| Tractable hadművelet                  | 1944. augusztus 14.       | augusztus 21.       | Kanadai és lengyel közös művelet Falaise, Trun és Chambois bevételére. |
| Train hadművelet                      | 1942 vége                 | ugyanaz nap         | Máltából indult ellátó konvoj Alexandriába. A Stone Age utáni művelet. |
| Trident hadművelet                    |                           |                     | |
| Tube Alloys hadművelet                |                           |                     | |
| Tulip hadművelet                      | 1942. szeptember          |                     | Az Agreement rész-művelete, a Jalo oázis elleni diverziós művelet. |
| Tungsten hadművelet                   | 1944. április             |                     | A Tirpitz elleni RAF-támadás. |
| Vanguard hadművelet                   |                           |                     | |
| Varsity hadművelet                    | 1945. március 24.         |                     | A Plunder részhadművelete. |
| Vengeance („Bosszú”) hadművelet       |                           |                     | Amerikai művelet Jamamoto Iszoroku japán admirális megölésére. |
| Veritable hadművelet                  | 1945. február 8.          | március 11.         | A Reichswald-i erdőben folyó hadművelet, célja ellenőrzés alá vonni a Rajna és Maas közötti területeket. |
| Vigorous hadművelet                   | 1942. június 12.          | június 16.          | Brit, amerikai és ausztrál tengeri konvojbiztosító művelet a Földközi-tengeren. A Harpoon párja. Célja a tengely-flottaerők megosztása. |
| Windsor hadművelet                    | 1944. június 4.           | június 5.           | Kanadai művelet a normandiai partraszállás idején. |
| Zipper hadművelet                     |                           |                     | Brit műveleti terv a maláj-térségben. |

#### Német hadműveletek
A német haderő rendszerint Unternehmen-nek („vállalkozás”-nak), esetleg Operation-nak (hadművelet) nevezte katonai hadműveleteit.
| Név                                              | Kezdés időpontja       | Befejezés időpontja | Leírás (hadműveleti cél) |
| ------------------------------------------------ | ---------------------- | ------------------- | --- |
| Adler („Sas”) hadművelet                         | 1940 ősze              |                     | Dél- és Kelet-Nagy-Britannia fölötti légifölény megszerzéséért indított művelet neve (az angliai csata). |
| Adlerangriff hadművelet                          | 1940. augusztus 13.    |                     | A Seelöwe rész-művelete, kezdő napja az Adlertag (a „Sas napja”). |
| Bajadere hadművelet                              | 1942. januártól        |                     | A Szabad India-légió századszintű ejtőernyős alakulatának művelete indiai területeken. A műveletet az Abwehr szervezte, célja az indiai brit uralom (a „brit Raj”) szabotálása és egy későbbi általános indiai felkelés előkészítése. A század a beludzsisztáni területekről szivárgott be Indiába. Az 1942. végi sztálingrádi események miatt azonban katonai támogatásuk nem vált lehetségessé. A művelet-sorozat ettől függetlenül azonban elérte célját. |
| Barbarossa hadművelet                            | 1941. június 22.       |                     | A Szovjetunió elleni német invázió. |
| Bernhard hadművelet                              | 1942-től               |                     | Német titkos művelet: hamis 5, 10, 20 és 50 fontos bankjegyeket juttattak át Angliában a Bank of England szabotálására. |
| Bodenplatte hadművelet                           | 1945. január 1.        |                     | 1945. január 1-jén induló nyugati légi offenzíva |
| Braunschweig hadművelet                          | 1942. június 28.       | 1942. november      | Az 1942-es német nyári offenzíva fedőneve. A Fall Blau |
| Cannae hadművelet                                | 1944. március          |                     | Szerbia megszállása és Tito partizánjai elleni harc. Az itt bevetett alakulatok egy része később részt vesz a Margarethe-ben dél felől hatolnak be az országba. |
| Cerberus hadművelet                              |                        |                     | Egy Kriegsmarine-kötelék kitörési kísérlete Brest kikötőjéből. |
| Doppelkopf hadművelet                            | 1944. augusztus 16.    | augusztus 27.       | A szovjet Bagratyion után indított ellentámadás. Később a Cäsar-ban folytatódik az ellentámadás. |
| Cäsar hadművelet                                 | 1944. szeptember 16.   | szeptember 21.      | A Doppelkopf-ot követő ellentámadás az északi területen, a rigai szovjet offenzívára válaszul. 6 nappal később a támadás kifulladt. |
| Edelweiß („Havasi gyopár”) hadművelet            | 1942. július 23.       | szeptember          | A bakui olajmezők birtokba vételének művelete. Szeptemberben kifulladt. |
| Eisbär („Jegesmedve”) hadművelet                 | 1943. október 3.       |                     | Kósz és Lérosz szigetek elfoglalása. |
| Felix hadművelet                                 | 1940. október-november |                     | Gibraltár megszállásának terve. 1941. július 15-ére elkészült a javított változata Felix-Heinrich néven. |
| Fischadler („Halászsas”) hadművelet              | 1942 közepe            |                     | Az amerikai csapatok 1942. január 26-ai Észak-Írországba érkezését követően kitervelt művelet, a Wal kiszélesített változata. |
| Frühlingserwachen („Tavaszi ébredés”) hadművelet | 1945. március 6.       | március 16.         | Német ellentámadás a Balaton térségében. |
| Gastwirt („Fogadós”) hadművelet                  | 1941 ősze              | március 16.         | Ír Abwer-ügynökök londoni szabotázs akcióinak terve. |
| Grün („Zöld”) hadművelet                         | 1941 ősze              | március 16.         | Írország német megszállásának terve. A Seelöwe-t hivatott volt segíteni, ismert Fall Grün-nek is. Összetévesztik a Kathleen/Artus tervvel. Ennek ellenművelete volt a brit Plan W, megszállva a szigetet, ennek elejét vették. |
| Hannibal hadművelet                              | 1945. január 21.       | május 9.            | Kelet-Poroszország kiürítése a Danzig–Gotenhafen–Hela kikötőkből. Egy nappal a német kapituláció után állították le. |
| Haudegen hadművelet                              | 1944. szeptember       | 1945. szeptember 4. | 1944. szeptember elején német katonacsoport létesített meteorológiai állomást a Spitzbergákon. 1945. szeptemberéig ott dolgoztak, ők az utolsó magukat megadó német katonák. |
| Herbstnebel („Őszi köd”) hadművelet              |                        |                     | 1944. téli ardenneki offenzíva része. |
| Herbstreise hadművelet                           | 1940 ősze              |                     | 1940. őszi Seelöwe előkészítése. |
| Herkules hadművelet                              | 1942. május            | július              | Málta megszállásának terve. |
| Hummer („Homár”) hadművelet                      | 1940. június           |                     | Írországba Abwehr-kémek bejuttatása és diverziós műveletek végrehajtása, az IRA segítése. |
| Hummer I („Homár I”) hadművelet                  | 1940. július           |                     | A Hummer keretében végrehajtott bevetés. |
| Ikarus hadművelet                                | 1944                   |                     | Izland megszállásának terve. A brit Fork hadművelet végrehajtása és a Seelöwe elnapolása miatt nem realizálódott. Ismert Fall Ikarus néven is. |
| Ingeborg hadművelet                              | 1944                   |                     | |
| Konrad (1–3) hadművelet                          | 1944                   | 1945                | Budapest felmentésére tett műveleti kísérletek. |
| Lüttich hadművelet                               | 1944. augusztus 7.     | augusztus 13.       | A belgiumi Liège visszafoglalására tett német kísérlet. |
| Mainau hadművelet                                | 1940. május            |                     | Az Abwehr IRA-segítő művelete, Hermann Görtz-t sikeresen dobták le az Ír szigeten. |
| Margarethe („Margaréta”) hadművelet              | 1944. március 18.      | március 19.         | Magyarország megszállása. |
| Marita hadművelet                                | 1941. április 6.       |                     | A Balkán megszállása. |
| Merkur hadművelet                                | 1941. május 20.        | június 1.           | Kréta megszállása. |
| Möwe („Sirály”) hadművelet                       | 1940. szeptember       |                     | A Seeadler előkészítésére és segítésére kidolgozott diverziós művelet. Végrehajtására az Abwehr és a Brandenburg-ezred alakulatai lettek kijelölve. Ismert még Seemöwe néven is. |
| Möwe I („Sirály I”) hadművelet                   | 1942. május            |                     | Az Észak-skóciai Fort William erőművénél végzett szabotázs akció. |
| Möwe II („Sirály II”) hadművelet                 | 1942. június           |                     | A Möwe I pontosítása. Észak-írországi és skót szabotázs akciók. |
| Panzerfaust („Páncélököl”) hadművelet            |                        |                     | Budapest megszállása október közepén. |
| Paukenschlag („Dobpergés”) hadművelet            |                        |                     | 1942. január-július közötti német tengeri hadművelet-sorozat az USA keleti partjainál. |
| Phoenix hadművelet                               |                        |                     | Róma 1944-es felszabadítása után az olasz légierő kényszer-átszervezése |
| Platinfuchs hadművelet                           |                        |                     | |
| Polarfuchs („Sarkiróka”) hadművelet              |                        |                     | |
| Rheinübung („Rajna-gyakorlat”) hadművelet        | 1941. május 18.        | május 21.           | A Bismarck és a Prinz Eugen U-boot-okkal segített művelet-sorozata, az „Óriások csatája”. |
| Roland hadművelet                                | 1943. július vége      |                     | A II. SS-páncéloshadtest Prohorova mellőli átvezénylése Obojany térségébe a feltételezett szovjet támadás megállítására (július 16-ai napiparancs). Nem ismert, hogy végrehajtották-e a hadműveletet. |
| Rösselsprung hadművelet                          |                        |                     | |
| Salaam hadművelet                                |                        |                     | Diverziós művelet német hírszerzők átjuttatására az Észak-afrikai hadszíntéren, Almásy László felderítő különítményei segítségével. |
| Renntier („Rénszarvas”) hadművelet               |                        |                     | |
| Seeadler („Tengeri sas”) hadművelet              | 1941. május            |                     | Az IRA-t segítő Abwehr művelet. |
| Seelöwe („Oroszlánfóka”) hadművelet              |                        |                     | A brit fősziget ellen tervezett művelet. Nem valósult meg. |
| Silberfuchs („Ezüstróka”) hadművelet             |                        |                     | Finnországból Murmanszk bevétele. |
| Sonnenblume („Napraforgó”) hadművelet            | 1941. február          |                     | A Német Afrika-hadtest Észak-Afrikába telepítése. |
| Störfang hadművelet                              | 1942. június 7.        | június vége         | Szevasztopol ostroma. |
| Südwind hadművelet                               | 1945. február 17.      | február 24.         | A Felvidéken végrehajtott páncélos művelet. |
| Taifun hadművelet                                | 1941. szeptember       | december            | Moszkva kétirányú átkarolásának és bevételének terve |
| Taube I–II („Galamb”) hadművelet                 | 1940 eleje             |                     | Az IRA-t segítő Abwehr műveletek. |
| Tannenbaum („Fenyőfa”) hadművelet                | 1940 ősze              |                     | Svájc megszállásának terve. 1940. június 25-én kezdték tervezni (Franciaország kapitulációjakor) és szeptember 6-án készült el a tervezet. A három hadműveletből ez volt az egyik. |
| Theseus hadművelet                               | 1942. május 26.        | június 21.          | Rommel Gazala-i áttörése. |
| Wacht am Rhein („Őrség a Rajnán”) hadművelet     |                        |                     | |
| Wal („Bálna”) hadművelet                         | 1940. július           |                     | Az IRA-t segítő Abwehr művelet. |
| Walfisch hadművelet                              | 1940. november         |                     | Az IRA-t segítő Abwehr művelet. |
| Weserübung hadművelet                            | 1940. április 9.       | június 7.           | Norvégia megszállása. |
| Wintergewitter („Téli zivatar”) hadművelet       | 1942. december         |                     | A Sztálingrádban rekedt Paulus 6. hadseregének felmentési kísérlete. |
| Wintersport hadművelet                           | 1944. szeptember 25.   | szeptember 27.      | Az 1. magyar hadsereg visszavonulása az Árpád-vonalba. |
| Wirbelwind hadművelet                            | 1942. augusztus 11.    |                     | Német offenzíva Moszkvától nyugatra. |
| Wotan hadművelet                                 | 1941. szeptember 9.    | november            | Moszkva bevételére tervezett harckocsi-offenzíva. Névadójául egy germán isten szolgált. |
| Wunderland („Meseország”) hadművelet             | 1942. augusztus 16.    | október 5.          | Kriegsmarine hadművelet a szovjet északkeleti átjáró utánpótlási vonalain hajózó hajók elsüllyesztésére. |
| Zigeunerbaron („Cigánybáró”) hadművelet          | 1944. október 12.      |                     | A német Dél Hadseregcsoport támadó hadművelete Erdély irányban. 1943-ban egy Brjanszk térségében végrehajtott partizánellenes hadművelet neve is. |
| Zitadelle hadművelet                             | 1943. július 5.        | július 13.          | Kurszki német offenzíva. |

#### Szovjet hadműveletek
| Név                                                                        | Kezdés időpontja   | Befejezés időpontja    | Leírás (hadműveleti cél) |
| -------------------------------------------------------------------------- | ------------------ | ---------------------- | --- |
| Jupiter hadművelet Операция Юпитер                                         | 1942. január 10.   | február 28.            | Sikertelen szovjet offenzíva-sorozat a rzsevi térségben. |
| Uran hadművelet Операция Уран                                              | 1942. november 19. | november 23.           | A német 6. hadsereget, a 3. és 4. román hadsereget és a 4. páncélos-hadsereg (4. Panzerarmee) egy részét körülzárni Sztálingrádnál. Angol szakirodalmakban Uranus-ként szerepel, a ru.wikin viszont így. |
| Marsz hadművelet Операция Марс                                             | 1942. november 25. | december 20.           | Rzsev, Szcsjovka és Vjezma irányú offenzíva-sorozat. |
| Malij Szaturn („Kis Szaturnusz”) hadművelet Операция Малий Сатурн          | 1942. december 16. | december 29-31. között | Rosztov elfoglalásáért és a német Dél Hadseregcsoport elvágésára indított művelet. |
| Kolco („Gyűrű”) hadművelet Операция Кольцо                                 | 1943. január 10.   | február 2.             | A sztálingrádi német csapatok felszámolása. |
| Iszkra („Szikra”) hadművelet Операция Искра                                | 1943. január 12.   | január 30.             | Leningrád német ostromgyűrűjének megtörése és szárazföldi összeköttetés létesítése a várossal a Ladoga-tóról.                                                                                            |
| Voronyezs–kasztornojei hadművelet Воронежско-Касторненская операция        | 1943. január 12.   | január 28.             | Kasztornoje, Gorsecsnoje irányú offenzíva. |
| Osztrogozsszk–rosszosi támadó hadművelet Острогожско-Россошанская операция | 1943. január 24.   | 1943. február 17.      | Osztrogrozsg, Rosszos irányú offenzíva. |
| Kutuzov hadművelet Орловская наступательная операция                       | 1943. július 12.   | 1943. augusztus 18.    | A kurszki kiszögellés északi átkaroló hadművelete. Oroszul orjoli támadó hadművelet. |
| Rumjancev hadvezér (Полководец Румянцев) hadművelet                        | 1943. augusztus 3. | augusztus 23.          | A Belgorod–Harkov Hadászati Offenzív Hadművelet fedőneve volt. |
| Szuvorov hadművelet                                                        | 1943. augusztus 7. | október 2.             | A szmolenszki térség felszabadítása. Egy hadművelet-sorozat, az orosz irodalom szmolenszki hadműveletek néven nevezi.                                                                                    |
| Bagratyion hadművelet                                                      | 1944. június 22.   | augusztus 19.          | A német csapatok kiűzése Fehéroroszországból és Kelet-Lengyelországból. |

#### Japán hadműveletek
A Japán Birodalom második világháborús katonai műveleteit rendszerint a szakuszen (katakana 作戦, hiragana さくせん) összetett szóval írták le, ami az „alkotás” és a „csata” szavakból tevődik össze (a hiragana-írás a helyes kiejtés rögzítését segíti).
| Név                                                             | Kezdés időpontja | Befejezés időpontja | Leírás (hadműveleti cél) |
| --------------------------------------------------------------- | ---------------- | ------------------- | --- |
| Mo hadművelet katakana: hiragana:                               | 1942. április    |                     | Port Moresby bevételének kísérlete. A korall-tengeri csata után elvetették. |
| Ha-gó hadművelet katakana: ハ号作戦 hiragana:                   | 1944. február 5. | február 23.         | Japán ellentámadás Asszám térségében, a Ngakjedauk-hágóban (angolul Battle of the Admin Box). |
| U-gó hadművelet katakana: ウ号作戦 hiragana: うごうさくせん     | 1944. március    | június vége         | Japán támadás Kelet-India északi részén, Manipur térségében, a Ha-gó után. A Brahmaputra völgyében volt a főcsapás, Imphal és Kohima városokon át. A Japán Birodalom utolsó jelentős szárazföldi offenzívája a II. világháború során. A kohimai csata végén a támadás kifulladt. |
| Ten-gó hadművelet katakana: 天号作戦 hiragana: てんごうさくせん | 1945. április 7. | ugyanazon nap       | A Japán Császári Haditengerészet utolsó nagyszabású hadművelete. |
| Kecu-gó hadművelet katakana: hiragana:                          | 1945 ősze        | 1946                | A Japán-szigetek elleni amerikai inváziós erők visszaverésének terve. Az amerikai invázió lefújása miatt nem valósult meg. |

### A koreai háború hadműveletei
| Név | Kezdés időpontja | Befejezés időpontja | Leírás (hadműveleti cél) |
| --- | ---------------- | ------------------- | ------------------------ |
|     |                  |                     |                          |

### Az arab-izraeli konfliktus hadműveletei
| Név                                            | Kezdés időpontja   | Befejezés időpontja | Leírás (hadműveleti cél) |
| ---------------------------------------------- | ------------------ | ------------------- | --- |
| Salom Ha'Galil („Békét Galileának”) hadművelet | 1982. szeptember   | július              | Az 1982-es libanoni háború fő hadművelete. |
| Kavkaz hadművelet                              | 1970               |                     | Szovjet légvédelmi csapatok áttelepítése Egyiptomba a „Felőrlő háború” idején. |
| Moked („Fókusz”) hadművelet                    |                    |                     | |
| „Mózes” művelet                                | 1984. november 21. | 1985. január 5.     | Etiópiai zsidók elszállítása Szudánból Izraelbe az éhínség idején. |
| Musketeer hadművelet                           | 1956               |                     | Britek hadművelete a szuezi válság idején. |
| Avfhr/Ofra („Opera”) hadművelet                | 1981. június 7.    | ugyanazon nap       | Légi hadművelet a Bagdad melletti atomerőmű megsemmisítésére. |
| „Éjszakai fény” hadművelet                     |                    |                     | 2 db RF–4C, majd 6 db RF–4E Phantom II átszállítása az USA-ból Izraelbe. |
| „Béke útja” hadművelet                         | 1971               |                     | 12 db Phantom II átszállítása az USA-ból Izraelbe. |
| „Nickel Grass” hadművelet                      | 1973. október 12.  | november 14.        | Az USA nyílt segítségnyújtása Izrael felé a Jom kippuri háború idején. |
| Villámcsapás/Jonatan hadművelet                | 1976. július 4.    | ugyanazon nap       | Az eltérített Air France 139-es járat utasainak kiszabadítása az ugandai Entebbe Nemzetközi repülőtéren. Nairobiban szálltak le, egyedül Jonatan Netanjahu ezredes halt meg a bevetésen. |
| Józsué hadművelet                              |                    |                     | Az USA által vezetett evakuációs művelet a Szudánban maradt etiópiaiakért. |
| Salamon hadművelet                             |                    |                     | A Mózes és Józsué műveletek során szüleiktől elszakadt etióp gyerekek evakuálása Szudánból Izraelbe.                                                                                     |
| „Öntött ólom” hadművelet                       | 2008. december 27. | 2009.               | |

### Az Irak–iráni háború hadműveletei
| Név                 | Kezdés időpontja     | Befejezés időpontja | Leírás (hadműveleti cél)               |
| ------------------- | -------------------- | ------------------- | -------------------------------------- |
| Kaman 99 hadművelet | 1980. szeptember 23. |                     | Iráni válaszcsapás az iraki támadásra. |

### Avietnámi háborúhadműveletei
| Név                                 | Kezdés időpontja | Befejezés időpontja | Leírás (hadműveleti cél) |
| ----------------------------------- | ---------------- | ------------------- | ------------------------ |
| 34A hadművelet                      |                  |                     |                          |
| Arc Light hadművelet                |                  |                     |                          |
| Attleboro hadművelet                |                  |                     |                          |
| Babylift hadművelet                 |                  |                     |                          |
| Barrel Roll hadművelet              |                  |                     |                          |
| Beaver Cage hadművelet              |                  |                     |                          |
| Bolo hadművelet                     |                  |                     |                          |
| Bribie hadművelet                   |                  |                     |                          |
| Buffalo hadművelet                  |                  |                     |                          |
| Cedar Falls hadművelet              |                  |                     |                          |
| Chenla I hadművelet                 |                  |                     |                          |
| Chenla II hadművelet                |                  |                     |                          |
| Chopper hadművelet                  |                  |                     |                          |
| Commando Hunt hadművelet            |                  |                     |                          |
| Crimp hadművelet                    |                  |                     |                          |
| Deckhouse Five hadművelet           |                  |                     |                          |
| Dewey Canyon hadművelet             |                  |                     |                          |
| Eagle Pull hadművelet               |                  |                     |                          |
| End Sweep hadművelet                |                  |                     |                          |
| Enhance Plus hadművelet             |                  |                     |                          |
| Farm Gate hadművelet                |                  |                     |                          |
| Flaming Dart hadművelet             |                  |                     |                          |
| Freedom Deal hadművelet             |                  |                     |                          |
| Frequent Wind hadművelet            |                  |                     |                          |
| Game Warden hadművelet              |                  |                     |                          |
| Giant Lance hadművelet              |                  |                     |                          |
| Hastings hadművelet                 |                  |                     |                          |
| Hong Kil Dong hadművelet            |                  |                     |                          |
| Homecomming hadművelet              |                  |                     |                          |
| Hump hadművelet                     |                  |                     |                          |
| Igloo White hadművelet              |                  |                     |                          |
| Jefferson Glenn hadművelet          |                  |                     |                          |
| Junction City hadművelet            |                  |                     |                          |
| Lam Son 719 hadművelet              |                  |                     |                          |
| Linebacker hadművelet               |                  |                     |                          |
| Linebacker II hadművelet            |                  |                     |                          |
| Malheur I hadművelet                |                  |                     |                          |
| Malheur II hadművelet               |                  |                     |                          |
| Market Time hadművelet              |                  |                     |                          |
| Medina hadművelet                   |                  |                     |                          |
| Menu hadművelet                     |                  |                     |                          |
| Niagara hadművelet                  |                  |                     |                          |
| New Life hadművelet                 |                  |                     |                          |
| Patio hadművelet                    |                  |                     |                          |
| Pierce Arrow hadművelet             |                  |                     |                          |
| Pony Express hadművelet             |                  |                     |                          |
| Popeye hadművelet                   |                  |                     |                          |
| Prek Ta hadművelet                  |                  |                     |                          |
| Quyet Thang 202 hadművelet          |                  |                     |                          |
| Ranch Hand („Napszámos”) hadművelet |                  |                     |                          |
| Rolling Thunder hadművelet          |                  |                     |                          |
| Sea Dragon hadművelet               |                  |                     |                          |
| Sealords hadművelet                 |                  |                     |                          |
| Shed Light hadművelet               |                  |                     |                          |
| Speedy Express hadművelet           |                  |                     |                          |
| Starlite hadművelet                 |                  |                     |                          |
| Steel Tiger hadművelet              |                  |                     |                          |
| Swift hadművelet                    |                  |                     |                          |
| Tailwind hadművelet                 |                  |                     |                          |
| Tiger Hound hadművelet              |                  |                     |                          |
| Union I hadművelet                  |                  |                     |                          |
| Union II hadművelet                 |                  |                     |                          |
| Wandering Soul hadművelet           |                  |                     |                          |
| Masher hadművelet                   |                  |                     |                          |
| White Wing hadművelet               |                  |                     |                          |

### NATO-hadműveletek
| Név                          | Kezdés időpontja    | Befejezés időpontja | Leírás (hadműveleti cél) |
| ---------------------------- | ------------------- | ------------------- | --- |
| Allied Force hadművelet      | 1999. március 24.   | június 10.          | Jugoszlávia ellen indított légi hadművelet.                                                                                        |
| Armada hadművelet            | 1994. október 25.   |                     | Dán UNPROFOR-haderő művelete a boszniai Gradačac térségében tartózkodó szerb katonai erők ellen.                                   |
| Bøllebank hadművelet         | 1994. április 29.   |                     | A dán UNPROFOR-haderő művelete a boszniai Tuzla térségében tartózkodó szerb katonai erők ellen (7 db dán Leopard 1A5 művelete).    |
| Deliberate Force hadművelet  | 1995. augusztus 30. | szeptember 20.      | A Bosznia területén tartózkodó szerb katonai erők elleni légicsapások hadművelete.                                                 |
| Deny Flight hadművelet       | 1993. április 12.   | 1995. december 20.  | A Bosznia-Hercegovina felett ENSZ BT határozat szerint létesített légitilalmi zóna fenntartására irányuló légi hadművelet-sorozat. |
| Essential Harvest hadművelet | 2001. augusztus 22. | szeptember 22.      | Az UÇK és az albániai fegyveres csoportok lefegyverzésére és fegyverzet-megsemmisítésére irányuló 30 napos művelet.                |
| Joint Endeavor hadművelet    | 1995. december      |                     | A boszniai IFOR békefenntartó művelete.                                                                                            |
| Joint Guardian hadművelet    | 1999. június 12.    |                     | A KFOR legelső békefenntartó művelete.                                                                                             |

### A délszláv háború nem NATO-hadműveletei
| Név                                                     | Kezdés időpontja    | Befejezés időpontja | Leírás (hadműveleti cél) |
| ------------------------------------------------------- | ------------------- | ------------------- | --- |
| Otkos 10 hadművelet                                     | 1991. október 31.   | november 4.         | Horvát fegyveres erők összecsapásai a Jugoszláv Hadsereggel. |
| Orkan 91 hadművelet                                     | 1991. december 12.  | 1992. január 2.     | Horvát fegyveres erők hadművelete az Otkos 10 után. |
| Maslenica hadművelet                                    | 1993. január 22.    | február 1.          | Horvát hadművelet Dalmácia és Lika visszafoglalására a krajinai szerbektől. |
| Neretva '93 hadművelet                                  | 1993. szeptember    |                     | Bosnyák haderő hadművelete a horvát haderő ellen Mostar körzetében. |
| Medački džep („Medački-i zseb/Medak Pocket”) hadművelet | 1993. szeptember 9. | szeptember 17.      | Horvát művelet a Krajinai Szerb Köztársaság ellen, kanadai és francia UNPROFOR-csapatok beékelődésével. |
| Bljesak („Jelzőfény”?) hadművelet                       | 1995. május 1.      | május 3.            | Nyugat-szlavóniai horvát hadművelet a krajinai szerbek ellen. |
| „Miracle” hadművelet                                    | 1995. július 21.    |                     | Bosnyák muzulmán szabadcsapatok hadművelete Krčevine városa ellen. |
| Ljeto '95 („'95 nyara”) hadművelet                      | 1995. július 25.    | július 30.          | A horvát fegyveres erők egyesített hadművelete a Szerb Köztársaság fegyveres erőivel szemben Bosznia-Hercegovina nyugati térségében.                                                                                    |
| Oluja („Vihar/Storm”) hadművelet                        | 1995. augusztus 4.  | augusztus 7.        | Összehangolt horvát-bosnyák hadművelet Krajina szerb fegyveres szeparatistáktól való visszafoglalására. |
| Tiger hadművelet                                        | 1995. augusztus 4.  | augusztus 7.        | Bosnyák hadművelet az Oluja mellett. |
| Maestral („Misztrál”) hadművelet                        | 1995. szeptember 8. | szeptember 15.      | A horvát fegyveres erők egyesített hadművelete a Szerb Köztársaság fegyveres erőivel szemben Bosznia-Hercegovina nyugati térségében.                                                                                    |
| Sana hadművelet                                         | 1995. október 10.   | október 13.         | A Bosznia-hercegovinai Hadsereg hadművelete a Szerb Köztársaság fegyveres erőivel szemben. Bosnyák-horvát közös művelet is volt egyben, az 'Oluja után. A daytoni békeszerződés félbehagyatta a fegyveres összecsapást. |

### Humanitárius műveletek
| Név                     | Kezdés időpontja  | Befejezés időpontja | Leírás (hadműveleti cél) |
| ----------------------- | ----------------- | ------------------- | --- |
| Provide Hope hadművelet | 1992. február     |                     | Humanitárius segítségnyújtás a FÁK-tagállamok némelyikének. 65 db C–5- és C–141-bevetést teljesítettek 24 helyre, élelmezési és orvosi segélycsomagok keretében. A felhasznált ellátmány az 1991-es öbölháborúból kimaradt készlet volt. |
| Dragonfly hadművelet    | 1997. március 14. |                     | Albánia fővárosának, Tiranának az evakuációs hadművelete. |
| Libelle hadművelet      | 1997. március 14. |                     | Német ENSZ-csapatok művelete Tirana kitelepítésekor. Az első alkalom, hogy a II. világháború után német csapatok éles katonai bevetésen vettek részt.                                                                                    |
| Silver Wake hadművelet  | 1997. március     |                     | USA vezette evakuációs hadművelet Albániában. |

### Brit hadműveletek
| Név                  | Kezdés időpontja | Befejezés időpontja | Leírás (hadműveleti cél)                                                                                           |
| -------------------- | ---------------- | ------------------- | --- |
| Corporate hadművelet | 1982. május 21.  |                     | Brit művelet a Falkland-szigetek felmentésére.                                                                     |
| Rosario hadművelet   | 1982. április 2. |                     | argentin művelet a Falkland-szigetek ellen.                                                                        |
| Grandby hadművelet   |                  |                     | |
| Silver hadművelet    | 1949             | 1955                | A szovjet hadsereg bécsi főhadiszállásának lehallgatása és működésének szabotálása a brit titkosszolgálatok által. |

### Egyéb amerikai hadműveletek
| Név                                  | Kezdés időpontja     | Befejezés időpontja | Leírás (hadműveleti cél) |
| ------------------------------------ | -------------------- | ------------------- | --- |
| Prairie Fire („Préritűz”) hadművelet | 1969. február 20.    |                     | A USSOG (US Special Operations Group) felderítő bevetése Laoszban, a Dewey Canyon idején (lásd vietnámi háború fejezetet). |
| Cyclone hadművelet                   | 1979                 | 1989                | A CIA mudzsáhid-pénztámogatása a Szovjetunió afganisztáni háborúja idején. |
| Acid Gambit hadművelet               | 1989.                |                     | |
| Eagle Claw („Saskarom”) hadművelet   | 1980. április 24.    | április 25.         | Túszmentési kísérlet a teheráni amerikai nagykövetséghez. |
| Credible Sport hadművelet            | 1980 vége            |                     | Túszmentési kísérlet az Eagle Claw után, lefújva. |
| Urgent Fury hadművelet               | 1983. október        |                     | Grenada megszállása. |
| Prairie Fire („Préritűz”) hadművelet | 1986. március        |                     | Libanon elleni megtorló intézkedések. |
| Attain Document hadművelet           | 1986. március 24.    |                     | Sidra-öbölbeli incidensek. |
| El Dorado Canyon hadművelet          | 1986. április 15.    |                     | Bécsi és római merényletsorozatra amerikai válaszcsapás líbiai célpontok ellen. |
| Earnest Will hadművelet              | 1986 végén           |                     | Kuvaiti kérésre saját tankerjeiket átlobogóztatták amerikaivá és az USA flottaerői látták el védelmüket az iráni légitámadásokkal szemben. A II. világháború óta ez volt a legnagyobb szabású tengerészeti konvoj-művelete a US Navy-nek. |
| Just Cause („Igaz ügy”) hadművelet   | 1989. december 20.   | 1990. január 4.     | Panamai USA-beavatkozás. |
| Uphold Democracy hadművelet          | 1994. szeptember 19. | 1995. március 31.   | Haiti kormánya elleni puccskísérlet megelőzésére indított hadművelet. A lengyel GROM (Grupa Reagowania Operacyjno-Manewrowego) különleges műveleti erő is részt vett benne.                                                               |

#### Szomáliai hadműveletek
| Név                       | Kezdés időpontja  | Befejezés időpontja | Leírás (hadműveleti cél) |
| ------------------------- | ----------------- | ------------------- | --- |
| Provide Relief hadművelet | 1992. augusztus   |                     | Az „Egyesített Harci Kötelék” (Unified Task Force, UNITAF) művelete a humanitárius segélyek elosztásának biztosítására Szomáliában, a UNOSOM-mal párhuzamosan. |
| Deliverance hadművelet    | 1992. december 3. | 1993. május         | Kanadai művelet az ENSZ-csapatok oltalmazására, melyben 1400 fős kanadai erő tevékenykedett helikopterekkel és a HMCS Preserver-rel támogatva.                 |
| Restore Hope hadművelet   | 1992. december    |                     | ENSZ békefenntartó műveletek biztosítására indított amerikai UNITAF-művelet, az UNOSOM-mal párhuzamosan.                                                       |

### Iraki hadműveletek
| Név                          | Kezdés időpontja  | Befejezés időpontja | Leírás (hadműveleti cél)                                                          |
| ---------------------------- | ----------------- | ------------------- | --------------------------------------------------------------------------------- |
| Airborne Dragon hadművelet   |                   |                     |                                                                                   |
| Antica Babilonia hadművelet  |                   |                     |                                                                                   |
| Iraqi Freedom hadművelet     | 2003. március 19. | folyamatban         | Irak 2003-as katonai inváziója a „nemzetközi terrorizmus elleni háború” jegyében. |
| Bastille hadművelet          |                   |                     |                                                                                   |
| Buford hadművelet            |                   |                     |                                                                                   |
| Cajun Fury hadművelet        |                   |                     | Az Iraqi Freedom hadművelet kiszolgálására indított szállító művelet.             |
| Catalyst hadművelet          |                   |                     |                                                                                   |
| Chamberlain hadművelet       |                   |                     |                                                                                   |
| Desert Scorpion hadművelet   |                   |                     |                                                                                   |
| Desert Snowplough hadművelet |                   |                     |                                                                                   |
| Desert Thrust hadművelet     |                   |                     |                                                                                   |
| Dragon Fire East hadművelet  | 2007. május 26.   |                     | Amerikai, iraki közös művelet.                                                    |
| Falconer hadművelet          |                   |                     |                                                                                   |
| Hammer hadművelet            | 1997. május 12.   | július 7.           | Török csapatok művelete Észak-Irak területén a kurd lázadók leverésére.           |
| Industrila Sweep hadművelet  |                   |                     |                                                                                   |
| Iron Bullet hadművelet       |                   |                     |                                                                                   |
| Ivy Serpent hadművelet       |                   |                     |                                                                                   |
| Ivy Lightning hadművelet     |                   |                     |                                                                                   |
| Ivy Needle hadművelet        |                   |                     |                                                                                   |
| Longstreet hadművelet        |                   |                     |                                                                                   |
| Northern Delay hadművelet    |                   |                     |                                                                                   |
| O.K. Coral hadművelet        |                   |                     |                                                                                   |
| Option North hadművelet      |                   |                     |                                                                                   |
| Peninsula Strike hadművelet  |                   |                     |                                                                                   |
| Phantom Fury hadművelet      |                   |                     | Amerikai-iraki közös hadművelet 2004-ben, arab neve Al-Fadzsr).                   |
| Planet X hadművelet          |                   |                     |                                                                                   |
| Scorpion Sting hadművelet    |                   |                     |                                                                                   |
| Sidewinder hadművelet        |                   |                     |                                                                                   |
| Silverado hadművelet         |                   |                     |                                                                                   |
| Soda Mountain hadművelet     |                   |                     |                                                                                   |
| Spartan Scorpion hadművelet  |                   |                     |                                                                                   |
| Sweeny hadművelet            |                   |                     |                                                                                   |
| Telic hadművelet             | 2003              |                     | Brit műveleti név az iraki konfliktusok kezdetén.                                 |
| Tiger Clean Sweep hadművelet |                   |                     |                                                                                   |
| Tyr hadművelet               |                   |                     |                                                                                   |
| White House hadművelet       |                   |                     |                                                                                   |

### Afganisztáni hadműveletek
| Név                                     | Kezdés időpontja     | Befejezés időpontja | Leírás (hadműveleti cél)                                                                                             |
| --------------------------------------- | -------------------- | ------------------- | --- |
| Achilles hadművelet                     | 2007. március 6.     | május 30.           | A Pickaxe Handle követte.                                                                                            |
| Anaconda hadművelet                     |                      |                     | |
| Asbury Park hadművelet                  | 2004. június 2.      | június 17.          | A 22. Tengerészgyalogos Expedíciós Egység (MEU) művelete.                                                            |
| Eagle Fury hadművelet                   | 2003                 |                     | |
| Eagle's Summit hadművelet               | 2008. augusztus 27.  | szeptember 3.       | (Oquat Tsuka). |
| Enduring Freedom hadművelet             |                      |                     | |
| Falcon Summit hadművelet                |                      |                     | Kanada vezette hadművelet.                                                                                           |
| Hammer hadművelet                       | 2007. július 24.     | november 1.         | Brit vezetésű művelet Helmand tartományban.                                                                          |
| Harekate Yolo hadművelet                | 2007. október        | november            | Kétrészes NATO-művelet.                                                                                              |
| Haven Denial hadművelet                 | 2003. július 2.      | július 6.           | USA vezette hadművelet.                                                                                              |
| Hoover hadművelet                       |                      |                     | Kanada vezette művelet.                                                                                              |
| Ibrat hadművelet                        | 2008. június 18.     | július 19.          | Összevont NATO-művelet.                                                                                              |
| Jacana hadművelet                       | 2002. április        | július              | Amerikai, ausztrál SAS, norvég különleges erők és a Királyi Tengerészgyalogság 45. Commando zászlóaljának műveletei. |
| Karez hadművelet                        | 2008. május 13.      | május 23.           | Norvég, német és afgán ISAF-erők művelete.                                                                           |
| Kaika hadművelet                        | 2006. június         |                     | USSOC+ANA művelet a Mountain Thrust keretein belül.                                                                  |
| Kryptonite hadművelet                   | 2007. február 1.     | február 12.         | Egyesült Királyság-holland-afgán művelet.                                                                            |
| Medusa hadművelet                       | 2006. szeptember 2.  | szeptember 17.      | A Pandzsvaji-i műveletek 2. része. Kanada vezette hadművelet, a Mountain Fury követte.                               |
| Mountain Fury hadművelet                | 2006. szeptember 16. |                     | |
| Mountain Thrust hadművelet              |                      |                     | Amerika vezette amerikai-brit-kanadai hadművelet.                                                                    |
| Pickaxe Handle hadművelet/Lastaj Kulang | 2007. május 30.      | június 14.          | Brit vezetésű művelet között.                                                                                        |
| Red Wing hadművelet                     | 2008. június 5.      |                     | US Navy SEAL művelete Kunar tartományban.                                                                            |
| Silver hadművelet                       | 2007                 |                     | Brit vezetésű művelet 2007-ben, az Achilles része.                                                                   |
| Volcano hadművelet                      | 2007 tavasza         |                     | Az Achilles követte.                                                                                                 |
| Zahara hadművelet                       |                      |                     | A Pandzsvaji-i műveletek 1. része.                                                                                   |
| Mostarak hadművelet                     | 2010 eleje           |                     | |